# Drumpt
Drumpt est un ancien village qui fait partie de la commune de Tiel dans la province néerlandaise du Gueldre.
Depuis les années 1980, l'agglomération de Tiel a rejoint le village de Drumpt, qui n'est plus reconnaissable comme village séparé : de nos jours, le village est complètement intégré dans les quartiers nord de la ville.